# Square Chauré
Le square Chauré est une voie du 20e arrondissement de Paris, en France.

## Situation et accès
Le square Chauré est une voie située dans le 20e arrondissement de Paris. Il débute au 17, rue du Lieutenant-Chauré et se termine en impasse.

## Origine du nom
Il porte ce nom en raison du voisinage de la rue du Lieutenant-Chauré.

## Historique
Autorisée par un arrêté du 10 septembre 1926, cette voie est ouverte sous sa dénomination actuelle en 1927, dans un lotissement appartenant à la Société immobilière du square Jean-Chauré et ouverte à la circulation publique par un arrêté du 23 juin 1959.